# 78-й окремий десантно-штурмовий полк (Україна)
78-й окремий десантно-штурмовий полк (78 ОДШП) — військове з'єднання у складі Десантно-штурмових військ Збройних сил України чисельністю у полк.
Полк брав участь в обороні Києва, операціях на Запорізькому та Херсонському напрямках, у бойових діях в Донецькій області.

## Історія
Після російського вторгнення 2022 року брав участь в обороні Києва.
У другій половині 2022 року воїни загону брали участь у безуспішних спробах висадки в Енергодарі та деокупації Запорізької АЕС.
Окремі представники полку проходили п'ятитижневий військовий вишкіл на Заході. Від червня 2023 року полк брав участь у боях на Запорізькому напрямку. Взимку 2024—2025 років діяв на межі Сумської та Курської областей.

## Структура
- управління (штаб)
- 1-й десантно-штурмовий батальйон[5]
  - загін «Кайфарики»[6]
- 2-й десантно-штурмовий батальйон[2]
- рота вогневої підтримки[7]
- зведений загін безпілотних систем «Джміль»[8]
- штурмова рота «Авангард»[9]

## Оснащення
На озброєнні полку перебуває, серед іншого, комплекс H10 Poseidon. Серед транспорту — два тягачі DAF, один Foden і 4 штурмові вантажівки DAF.

## Відомі особистості
- Антон Дробович — голова Українського інституту національної пам'яті[12].

## Втрати

### 2023
- 20 червня 2023 — Кондрат Святослав Павлович («Кишка»), молодший сержант.[13]
- 25 червня 2023 — Саманюк Юрій Юрійович («Тринадцятий»), командир взводу протитанкових керованих ракет роти вогневої підтримки. Загинув біля с. Мала Токмачка Запорізької області.[14]
- 2 липня 2023 — Бортнік Олександр Сергійович («Хорт»). Загинув біля села Мала Токмачка.[15][13]
- 8 липня 2023 — Юхименко Вадим Федорович («Чужий»). м. Нікополь. Загинув при відході групи по замінованій території після виконання бойового завдання.[16][17][13]
- 8 липня 2023 — Прокопенко Вадим Сергійович («Прокоп»). Загинув поблизу с. Мала Токмачка.[18][19]
- 8 липня 2023 — Лисенко Дмитро Віталійович («TURBO»). Загинув поблизу с. Мала Токмачка.[20]
- 26 липня 2023 — Мамулієв Ярослав В'ячеславович. Загинув на східних околицях с. Роботине.[21][13]
- 26 липня 2023 — Люц Андрій Анатолійович («Шарк»). м. Очаків. Загинув внаслідок влучання ворожої міни біля села Роботине.[22][13]
- 30 липня 2023 — Мельник Роман Богданович («Чорний»). Підірвався на міні 8 липня 2023 разом з Прокопом і Turbo. Втрати ногу і 22 дні боровся за життя [23]
- 11 жовтня 2023 — Шевчук Ігор Іванович. Загинув поблизу с. Вербове.[24][13]
- 27 жовтня 2023 — Клодніцький Михайло Михайлович, молодший сержант.
- 18 листопада 2023 — Павліченко Сергій Дмитрович. Загинув поблизу с. Вербове.[25]
- 7 грудня 2023 — Утюж Ігор Олегович («Слон»). Загинув поблизу с. Вербове.[26][27][28]
- 11 грудня 2023 — Іванів Володимир Петрович («Йон»). Поранений поблизу с. Вербове, помер у лікарні.[29]

### 2024
- 14 березня 2024 — Кожарко Олександр («Кожа»). 38 років, с. Лісопіль Рівненського району. Загинув на Донеччині.[30]
- 14 березня 2024 — Шадурський Іван Володимирович («Сорока»). 36 років, с. Яблунівка Дубенського району. Загинув на Донеччині.[30]
- 6 квітня 2024 — Колісніченко Роман Анатолійович, водій кулеметного взводу. 8 травня 1976, м. Мирний, Якутія. Загинув поблизу населеного пункту Нестайлове, Ясинуватського району, Донецької області.[31]
- 18 квітня 2024 — Козік Олександр Олександрович («Одеса»), 08.04.1982, м. Роздільна Одеської області. Стрілець, помічник гранатометника 2-го стрілецького відділення 1-го стрілецького взводу 3-ї стрілецької роти. Загинув від вибухової травми під час виконання бойового завдання   біля н.п. Первомайське Покровського району Донецької області[32].
- 23 квітня 2024 — Ткаченко Валентин («Кача»). 20 років, с. Маринівка Вознесенського району Миколаївської області.[33]
- 18 травня 2024 — Паньків Роман Романович («Загиблик»). Загинув у Кураховому.[34][35]
- 6 червня 2024 — Лівач Ростислав («Рос»).[36]
- 11 червня 2024 — Рязанцева Олександра Юріївна («Ялта»). 2.06.1984, м. Ялта. Померла в лікарні у Житомирі.[37][38]
- 03 жовтня 2024 — головний сержант Сай Олександр Петрович («Таксист») отримав поранення в районі н.п. Біловоди, Сумської області. Помер в лікарні м. Суми

## Символіка
Золотий келеп на маруновому хресті.